# Mount Christchurch
Mount Christchurch är ett berg i Antarktis. Det ligger i Östantarktis. Nya Zeeland gör anspråk på området. Toppen på Mount Christchurch är 1 432 meter över havet.
Terrängen runt Mount Christchurch är kuperad åt sydost, men åt nordväst är den bergig. Mount Christchurch är den högsta punkten i trakten. Trakten är obefolkad. Det finns inga samhällen i närheten.